# Гриценко Ілля Вікторович
Ілля Вікторович Гриценко (20.08.1997—19.03.2022) — лейтенант Збройних сил України, учасник російсько-української війни, що загинув під час російського вторгнення в Україну.

## Життєпис
Закінчив Черкаську ЗОШ № 8 у 2012 році. Згодом — Військовий інститут танкових військ НТУ «ХПІ». Учасник АТО/ООС на сході України. Героїчно загинув під час російського вторгнення в Україну 19 березня 2022 року. Поховано у м. Городище, Черкаська область.

## Нагороди
- орден «За мужність» III ступеня (2022, посмертно) — за особисту мужність і самовіддані дії, виявлені у захисті державного суверенітету та територіальної цілісності України, вірність військовій присязі.[3]